# Девятир
Девятир (укр. Дев'ятир) — село в Рава-Русской городской общине Львовского района Львовской области Украины.
Население по переписи 2001 года составляло 196 человек. Занимает площадь 6,24 км². Почтовый индекс — 80321. Телефонный код — 3252.

## История
Образовано в 1949 г. Указом ПВС УССР в результате объединения хуторов Девятир и Железный.